# Prison Break
Prison Break és una sèrie de televisió estatunidenca creada per Paul Scheuring i transmesa per la cadena de televisió FOX. La trama de la sèrie gira entorn d'un home anomenat Michael Scofield, que en un elaborat pla per rescatar al seu germà Lincoln Burrows, entra a "Fox River", una penitenciaria de màxima seguretat prop de Chicago, per treure el seu germà acusat per un fals assassinat del germà de la vicepresidenta. Va ser creada per Paul Scheuring i produïda per Adelstein-*Parouse Productions en associació amb Original Television i 20th Century Fox Television. L'originalitat i la qualitat de la sèrie l'ha fet mereixedora de nominacions a diferents premis com els Emmy i els Globus d'Or.1
Des de la seva estrena en 2005 va ser emesa per la cadena Fox, però des de 2007 la sèrie s'havia transmès a Llatinoamèrica a través de FX, mentre que a Espanya es va estrenar el 21 de setembre per la Sisena.
Les temporades 1, 2 i 4 van tenir 22 episodis cadascuna, mentre que la 3 només va tenir 13 capítols. A causa de la Vaga de guionistes, el final de la tercera temporada va ser replantejat. La vaga, que va començar al novembre de 2007 i va acabar al febrer de 2008, va mantenir en atur l'enregistrament de la resta de la temporada de la sèrie.2
A la fi de març de 2008, la cadena Fox va confirmar la producció d'una quarta temporada de 22 episodis que es va estrenar als Estats Units l'1 de setembre de 2008.3 Va ser filmada a Los Angeles4 i és l'última temporada de la saga. El gener de 2009 es va anunciar que aquesta quarta temporada quedava pausada en el capítol 16 fins al 17 d'abril d'aquest mateix any, quan es va reprendre per acabar amb els sis episodis finals.5
A principis d'agost de 2015, Fox va anunciar el retorn de la sèrie per a una cinquena temporada amb una tanda de 9 episodis que consistirà en una seqüela anys després dels esdeveniments de la quarta temporada. L'estrena de la cinquena temporada va ser el 4 d'abril 2017 (als Estats Units) i el 10 d'abril de 2017 (a Espanya) i va ser emès per FOX.
El 5 de gener de 2018, Fox va confirmar que la sèrie tindrà una sisena temporada.

## Argument
Quan Lincoln Burrows va ser acusat d'haver matat Terrence Steadman, el germà del vicepresident dels Estats Units, va ser condemnat a mort i empresonat a la penitenciaria estatal de Fox River. El seu germà, un brillant enginyer estructural Michael Scofield (va mantenir el nom de soltera de la seva mare), està convençut de la seva innocència i fingeix un robatori a un banc per ser arrestat i empresonat a la mateixa presó on està detingut el seu germà.

## Episodis
| Temporada | Temporada                     | Episodis                      | Emissió a EUA          | Emissió a EUA        |
| Temporada | Temporada                     | Episodis                      | Estrena                | Final                |
| --------- | ----------------------------- | ----------------------------- | ---------------------- | -------------------- |
|           | Primera temporada             | 22                            | 29 d'agost de 2005     | 15 de maig de 2006   |
|           | Segona temporada              | 22                            | 21 d'agost de 2006     | 2 d'abril de 2007    |
|           | Tercera temporada             | 13                            | 17 de setembre de 2007 | 18 de febrer de 2008 |
|           | Quarta temporada              | 22                            | 1 de setembre de 2008  | 15 de maig de 2009   |
|           | Prison Break: The Final Break | Prison Break: The Final Break | 27 de maig de 2009     | 27 de maig de 2009   |
|           | Cinquena temporada            | 9                             | 4 d'abril de 2017      | 30 de maig de 2017   |

## Repartiment
- Lincoln Burrows (temporades 1-5), interpretat per Dominic Purcell.
Està tancat a la presó de Fox River a l'espera de la seva execució sent condemnat a la pena de mort per l'assassinat de Terrence Steadman, el germà de la vicepresidenta nord-americana Caroline Reynolds.
- Michael Scofield (temporades 1-5), interpretat per Wentworth Miller.
Germà petit de Lincoln i enginyer de construcció, realitza un fals robatori a mà armada en un banc per quedar tancat a Fox River (amb una pena de 5 anys) per intentar escapar del seu germà gràcies a un pla d’escapada molt elaborat.
- Veronica Donovan (temporada 1, convidat: temporada 2) interpretada per Robin Tunney.
L'exnovia de Lincoln, advocada de professió, intenta esbrinar la veritat per la via legal. Tan bon punt descobreix on s’amaga Terrence Steadman arriba al lloc, però és assassinat per alguns agents de la Companyia.
- John Abruzzi, (temporades 1-2) interpretat per Peter Stormare.
Condemnat a cadena perpètua, és un cap de la màfia italiana tancat a Fox River i és un dels interns més poderosos de la presó. Per al seu pla d'escapament, Michael necessita ajuda d'ell, de manera que es convertirà en un dels vuit fugitius. És assassinat pels federats de Mahone a El desafiament continua, el quart episodi de la segona temporada.
- Fernando Sucre (temporades 1-5) interpretat per Amaury Nolasco.
Condemnat a 5 anys per robatori agreujat, el pres Michael es troba com a company de cel·la i es converteix així en un dels vuit fugitius. Feu-vos els millors amics de Michael Scofield.
- Lincoln "L.J." Burrows Jr. (temporades 1-2, convidat: temporades 3-4) interpretat per Marshall Allman.
Fill de Lincoln i Lisa Rix, i net de Michael.
- Bradley "Brad" Bellick, (temporades 1-4) interpretat per Wade Williams.
Fox River Cap d’oficials de vigilància. Durant la segona temporada es troba empresonat allà, encara que només sigui per poc temps. A Winners and Losers, el novè episodi de la quarta temporada, decideix sacrificar la seva vida durant l'operació de recuperació d'Escilla.
- Paul Kellerman (temporades 1-2, 5, convidat: temporada 4) interpretat per Paul Adelstein.
Agent del servei secret, rep de la vicepresidenta nord-americana Caroline Reynolds la tasca de dissenyar el "cas Burrows" i assegurar-se que res ni ningú s'interposi a la condemna a mort de Lincoln. Durant la segona temporada és expulsat i per això decideix aliar-se amb els dos germans i ajudar-los a fugir. A The Prisoner's Dilemma, el quart episodi de la cinquena temporada, és assassinat per un dels assassins de Posidó.
- Theodore "T-Bag" Bagwell, (temporades 1-5) interpretat per Robert Knepper.
Fruit de l’incest del seu pare contra la seva germana, és condemnat a cadena perpètua per tota mena de delictes i és un dels interns més temuts del riu Fox. És un dels vuit fugitius. El personatge també apareix al tercer episodi de la sèrie Breakout Kings.
- Benjamin Miles "C-Note" Franklin (temporades 1-2, 5, convidat: temporada 4) interpretat per Rockmond Dunbar.
Detingut a Fox River per possessió de béns robats. Descobreix que Michael està organitzant una fugida i li fa saber que vol formar-ne part, en cas contrari hauria informat els guàrdies. Es converteix així en un dels vuit fugitius. Durant la cinquena temporada, Lincoln es posa en contacte amb ell perquè aquest vol anar al Iemen, un país del qual no sap res i en què està en marxa una guerra civil.
- Sara Tancredi (temporades 1-2, 4-5) interpretada per Sarah Wayne Callies.
Orfe de mare i fill únic del governador d'Illinois, Frank Tancredi, és la doctora de la Infermeria Fox River. Atès que la infermeria forma part del pla d’escapament i, per ser exactament, l'eix més feble de la presó, Sara es converteix, malgrat ella mateixa, en una persona cada cop més implicada en el pla d’escapament, fins al punt de convertir-se en còmplice en tots els aspectes. d'un "error" que Michael ve a demanar-li que cometi. Al llarg de la sèrie, els dos també desenvoluparan un vincle sentimental que, durant la quarta temporada, portarà a Sara a quedar embarassada i, al començament de The Final Break, durà a casar-se.

## Producció

### Origen
Els inicis de la sèrie van ser fruit de la casualitat: Francette Kelley, una amiga de Paul Scheuring, va formular-li a aquest una idea sobre un home que entra deliberadament a la presó per després escapar. Scheuring ho va trobar una molt bona idea però, tot i així, dubtava sobre la possible viabilitat d'aquesta proposta en una sèrie televisiva. A mesura que va anar passant el temps li va venir al cap la idea d'un germà acusat amb una trama de conspiració al darrere. Va ser aleshores quan va començar a escriure la història i els personatges.
L'any 2003 va proposar la idea a la cadena de televisió nord-americana FOX, que no la va acceptar a causa dels llargs terminis de producció de la sèrie. Paul Scheuring va seguir provant amb altres cadenes amb un èxit nefast, fins que la seva sèrie va passar a ser una mini sèrie de 10 parts que va despertar l'interès de Bruce Willis i Steven Spielberg. Tot i això, mai es va arribar a fer la mini sèrie.
Gràcies als èxits de sèries d'acció i drama com Lost o 24, el 2004 la FOX va decidir acceptar la proposta.
El 24 d'octubre de 2006, Associated Press va presentar un plet contra la cadena FOX, el productor i el creador de la sèrie, per infracció de copyright.

### Gravació

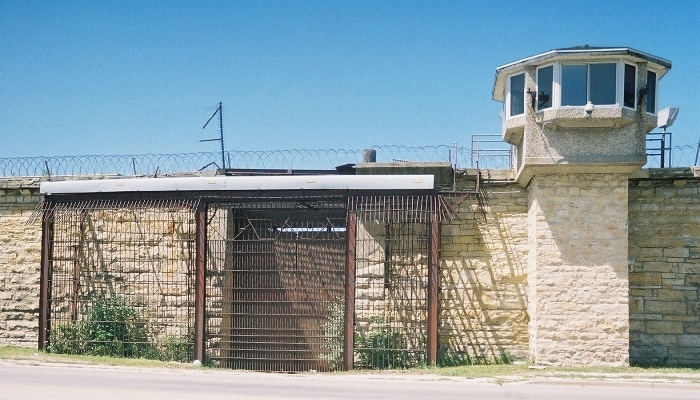
Façana de la Presó de Joliet (Illinois), que va servir com a principal lloc de gravació de la primera temporada.

La primera temporada de Prison Break es va gravar, en la seva major part al Centre Penitenciari de Joliet, a Illinois, presó que havia estat tancada el 2002. El 2005, any en què es va rodar la primera temporada, va ser immortalitzada com a Centre Penitenciari Estatal de Fox River. La cel·la de Lincoln Burrows és, suposadament, on va estar empresonat John Wayne Gacy. Els exteriors es van filmar prop de Chicago, com ara a l'Aeroport Internacional O'Hare, a Woodstock i a la ciutat de Joliet (Illinois).
La segona temporada es va començar a gravar el 15 de juny de 2006 a Dallas, Texas, i als seus voltants. Van escollir aquesta ciutat perquè presentava una molt bona proximitat entre el medi urbà i el rural. Les escenes de la Presó de Sona, de la tercera temporada, es gravaren al voltant de Dallas, i també es van gravar tres episodis a la part històrica de la Ciutat de Panamà.

### Emissió
La primera emissió de la sèrie va ser el 29 d'agost de 2005 a les 9 pm ET als Estats Units. Des d'aleshores la sèrie s'ha emès a 42 països diferents, entre ells Itàlia (per Italia 1); França, (M6); i Espanya, (FOX i La Sexta).

## Sinopsi

### Primera temporada
La primera temporada consta de 22 episodis. Lincoln Burrows és acusat de ser l'autor d'un crim que ell diu no haver comès: assassinar Terrence Steadman, el germà de la vicepresidenta dels Estats Units. Lincoln és sentenciat a mort i enviat a la Penitenciaria Estatal Fox River, per complir allí la seva condemna fins al dia de la seva execució. Michael Scofield, el germà menor de Lincoln, està convençut de la innocència del seu germà i elabora un pla de fuita de la presó. Després d'haver planejat la fugida, Michael roba un banc a mà armada perquè l'empresonin a Fox River. Dins de la presó ha de dur a terme el seu pla, però ha de superar obstacles, sobreviure a la presó i aliar-se amb altres presos per poder escapar amb el seu germà de la presó abans de la seva data d'execució. Mentre, fora de la presó, l'advocada Veronica Donovan, amiga d'infància dels germans, fa tot el possible per aclarir la conspiració que va portar a Lincoln a la presó, però els agents secrets d'una organització coneguda com la Companyia, fan l'impossible per obstaculitzar el treball de Verónica.

### Segona temporada
La segona temporada consta de 22 episodis i és continuació directa del final de la primera temporada. Comença vuit hores després de la fugida de presó i se centra principalment en la supervivència dels fugitius. Un nou personatge important s'introdueix aquesta temporada: l'agent del FBI, Alexander Mahone, a qui se li assigna el treball de capturar als vuit de Fox River. Els fugitius recorren tot el país per no ser trobats per la policia. Cadascun té les seves metes individuals, no obstant això, varis coincideixen a Utah, on hi ha 5 milions de dòlars enterrats (diners que Charles Westmoreland o "D. B. Cooper", va enterrar abans de ser capturat). L'argument secundari d'aquesta temporada és l'interès de la Companyia per localitzar i eliminar a Lincoln Burrows i als altres fugitius.

### Tercera temporada
La tercera temporada consta de 13 episodis i és la continuació del final de la segona temporada, on la major part dels personatges principals acaben a Panamà. Lincoln és exonerat dels seus presumptes crims, mentre Michael és empresonat per càrrecs d'homicidi en la Penitenciaría Federal de Sona, juntament amb Mahone, T-Bag i Bellick. Michael es veu obligat a escapar de presó novament, coaccionat per la Companyia perquè s'escapoleixi i lliuri a James Whistler, a canvi de l'alliberament de LJ i Sara.

### Quarta temporada
La quarta temporada consta de 22 episodis i es va estrenar l'1 de setembre del 2008 amb un especial de 2 hores. Va ser filmada a Los Angeles. El primer dels 22 episodis d'aquesta quarta temporada va ser titulat "Scylla".6
Durant la primera meitat d'aquesta temporada l'equip liderat per Michael ha de fer-se amb les sis targetes de Scylla, vitals per derrotar a la Companyia. El grup està configurat per la Dra. Sara Tancredi, Michael Scofield, Lincoln Burrows, Fernando Sucre, Brad Bellick i Alexander Mahone. Tots ells estan sota el control del seu superior, l'agent Donald Self. Per al sextet, el fer-se amb les targetes de Scylla és l'única manera d'alliberar els seus càrrecs i ser lliures una vegada acabada la missió.

### Cinquena temporada
La sèrie Prison Break tornarà set anys després del seu final. Tant Wentworth Miller com Dominic Purcell, els qui van interpretar als germans Michael Scofield i Lincoln Burrows, tornaran als seus papers. Els nous episodis explicaran també amb el retorn d'altres personatges de la sèrie original, entre ells Sarah Wayne Callies i Robert Knepper, els qui van donar vida a Sara Tancredi i T-Bag respectivament. Aquesta nova temporada addicional de ‘Prison Break’ es planteja com una història més internacional i comptarà amb solament 9 episodis. Tindrà, a més, el problema d'esquivar el final de la pròpia sèrie, que acabava amb la mort d'un dels seus protagonistes. La sèrie va ser estrenada el 4 d'abril, la seva trama se centra en el fet que Michael està tancat en una presó del Iemen, i es fa dir Kaniel Outis.

## Demanda legal
A l'octubre del 2006, els germans Donald i Robert Hughes van presentar una demanda a la cadena Fox Broadcasting Company i al creador -i productor- executiu Paul Scheuring, per una presumpta infracció de drets d'autor, reclamant danys i perjudicis a la productora.
Els germans Hughes van viure a la dècada dels 60 una història similar a la de Prison Break. Quan el Robert va ser empresonat injustament, el seu germà Donald va planejar la fuga i dos mesos després es van escapar de la presó.
Aquests dos germans asseguren que el 2001 van enviar un guió als estudis de la FOX explicant les seves experiències: la fuga que van executar amb èxit i com van ser les seves vides després de ser fugitius durant mesos, però la idea va ser refutada.

## Curiositats
- Les escenes de la primera temporada que transcorren a la cel·la de Lincoln van ser rodades a l'antiga cel·la del conegut assassí en sèrie John Wayne Gacy, acusat de violació i assassinat de 33 nens, entre el 1972 i el 1978.
- Curiosament, l'actor Stacy Keach, que interpreta l'alcaid de Fox River, va estar durant sis mesos en una presó britànica per consum de drogues als anys 80. L'alcaid d'aquesta presó li va servir d'inspiració per donar vida al seu personatge.
- Originalment, quan es va firmar el contracte amb la productora FOX, la sèrie tenia únicament prevista la producció de dues temporades de tretze capítols cada una. No obstant això, gràcies a l'èxit de la sèrie, la FOX va renovar el contracte, va estendre cada una de les dues primeres temporades a 22 episodis i va permetre la producció d'una tercera temporada.
- La primera temporada va tenir una parada de 4 mesos entre els capítols 13 i 14. En aquesta parada no es va seguir rodant la sèrie, ja que l'execució de Lincoln estava programada pel maig i, durant aquests mesos, va estar nevant a Illinois. Generalment al maig fa un temps primaveral als Estats Units i no hivernal.
- El nom de la presó de la primera temporada és "Fox River". La paraula "river" en anglès significa riu, casualment prop del lloc de gravació hi ha un riu anomenat Fox.
- A Wentworth Miller el van escollir sis dies abans del rodatge de la sèrie i Dominic Purcell va ser seleccionat tres dies més tard.
- Silas Weir Mitchell (Haywire) es va presentar pel paper de T-Bag i no el va aconseguir, però fou escollit pel de Haywire.
- Sarah Wayne Callies fou la primera actriu que els productors van veure pel paper de Sara Tancredi i va ser també la primera a entrar en l'equip d'actors.
- Els pavellons de Fox River tenen en realitat 2 pisos; quan es veuen 3 pisos són sets de filmació construïts específicament per això.
- A la tercera temporada d'aquesta sèrie, el personatge de Gretchen Morgan té una conversa amb el personatge d'en Fernando Sucre, en la qual ella fa referència a què el cognom d'ell vol dir "sugar" o "azúcar", pels espectadors angloparlants o castellanoparlants podria ser una novetat (no ho és pels catalanoparlants, ja que sucre és una paraula catalana).